# Warren (visserij)
Het warren van haring was het aan boord zouten van haring als onderdeel van de vleetvisserij op haring.
Nadat de haringen waren gevangen en gekaakt, werden ze door een of meer bemanningsleden in een houten bak, de warrebak, geschept. Daarin werden ze met zout gemengd waarbij de haringen werden rondgewenteld met een leutel of warleutel. Vervolgens werden de haringen, tussen lagen zout, in tonnen of kantjes gestopt.